# 河北出版传媒集团
河北出版集团是位于中华人民共和国石家庄市友谊北大街330号的一家出版社。河北出版集团于2004年4月15日挂牌成立。2017年入选中国第九届全国文化企业30强。

## 贪腐问题
2017年11月，河北出版集团的党委书记、董事长杜金卿被有关部门带走，调查发现其索贿而被省委免职。
2019年，河北出版集团党委副书记、总经理张军良被双开。